# José Manuel González Álvarez
José Manuel González Álvarez   (Folgoso do Courel, 14 de gener de 1979) més conegut sovint com Manolo González, és un exfutbolista i entrenador de futbol gallec que actualment dirigeix el Reial Club Deportiu Espanyol de la Primera divisió.

## Trajectòria
Manolo González va patir una greu lesió com a jugador, que li va provocar la prematura retirada dels terrenys de joc, amb 21 anys acabats de fer.
Anys més tard, iniciaria la seva etapa com a entrenador dirigint els juvenils del Club Esportiu Sant Gabriel, havent de compaginar la banqueta i la feina de conductor d'autobusos urbans. A la temporada 2013-14 va entrenar el Club de Futbol Muntanyesa del Grup V de Tercera divisió. L'equip va finalitzar segon i va jugar el play-off, en el que va ser la millor classificació de la història del club. A la temporada 2014-15, va tornar a la banqueta del Club de Futbol Badalona de la Segona divisió B, on romandria durant 4 temporades. Amb tot, va ser nomenat una vegada millor entrenador de Tercera divisió per Radio Marca la temporada 2013-14 i dues vegades millor entrenador de Segona B les temporades 2014-15 i 2016-17.
A la temporada 2018-19 va signar com a entrenador del CD Ebro de la ciutat de Saragossa. El 7 d'octubre del 2019, va tornar a la banqueta del CF Badalona en el qual seria la seva tercera etapa a la banqueta de l'equip català. El 7 de juny de 2021 va signar com a entrenador de la SCR Penya Esportiva Santa Eulària de la Segona Federació.
L'11 de juliol de 2023 va ser presentat com a nou entrenador del Reial Club Esportiu Espanyol B del Grup III de la Segona Federació. El 12 de març de 2024, després de la destitució de Lluís Miquel Ramis, es va convertir en el nou entrenador del Reial Club Esportiu Espanyol de la Segona divisió espanyola fins al final de la temporada, amb qui va aconseguir l'ascens a Primera divisió després de vèncer el Reial Oviedo.